# Phenacocoelus typus
Il fenacocelo (Phenacocoelus typus) è un mammifero artiodattilo estinto, appartenente agli oreodonti. Visse tra l'Oligocene superiore e il Miocene inferiore (circa 25 - 21 milioni di anni fa) e i suoi resti fossili sono stati ritrovati in Nordamerica.

## Descrizione
Questo animale doveva essere molto simile al ben noto Merycoidodon, e come quest'ultimo non doveva avere grandi dimensioni: probabilmente non raggiungeva il metro di lunghezza e i 70 chilogrammi di peso. Phenacocoelus era dotato di un corpo relativamente allungato, e le zampe dovevano essere piuttosto snelle ma forti. Il cranio era dotato di alcune caratteristiche che lo distinguevano dagli altri oreodonti, come la bolla timpanica dalla superficie ventrale appiattita, posizionata di lato a causa del grande sviluppo della parte posteriore dell'arcata zigomatica e delle creste occipitali; queste ultime erano molto alte ma profondamente scavate lungo i lati, al contrario di quanto avveniva in forme come Merycochoerus o Ustatochoerus.

## Classificazione
Il genere Phenacocoelus venne descritto per la prima volta da Peterson nel 1907, sulla base di resti fossili ritrovati in Nebraska in terreni della fine dell'Oligocene e dell'inizio del Miocene; la specie tipo è P. typus, i cui fossili sono stati ritrovati anche in Wyoming. Altre due specie ritrovate in Wyoming sono P. kayi e P. stouti, descritte da Schultz e Falkenbach nel 1950; successivamente queste due specie sono state attribuite al genere Merycoides.
Phenacocoelus è un membro degli oreodontidi, altrimenti noti come mericoidodontidi, un gruppo di artiodattili tipici dell'Oligocene e del Miocene nordamericano. Phenacocoelus potrebbe essere derivato da Paroreodon, un oreodonte un poco più antico. Affine a Phenacocoelus era Ticholeptus, del Miocene medio.